# Pierre de Morand
Pour les articles homonymes, voir Morand.
Pierre de Morand est un auteur dramatique français né à Arles en 1701 et mort en 1757. 

## Biographie
Ses parents l’avaient destiné au barreau, mais un irrésistible penchant l’entraîna vers la carrière des lettres. Il commença par reconstituer l’Académie de musique d’Arles, puis alla se fixer à Paris (1731) et se fit admettre au cercle littéraire du comte de Clermont et à la petite cour de la duchesse du Maine. 
En 1732, il composa un Divertissement pour la duchesse de Bourbon et, deux ans après, un Prologue pour l’ouverture du théâtre de la duchesse du Maine, sur lequel il fit jouer, en 1734, la tragédie de Téglis. L’année suivante, cette pièce fut représentée au Théâtre-Français, où elle eut peu de succès. 
La tragédie de Childéric, jouée en 1736, ne réussit pas mieux que la précédente, bien qu’on y trouve des scènes imposantes et des vers énergiques. Morand s’était fait recevoir avocat au parlement de Paris en 1739, mais il ne paraît pas qu’il ait plaidé. Nommé correspondant littéraire du roi de Prusse en 1749, il perdit bientôt cette place. 
À la suite de quelques chagrins d’intérieur et pour se venger de sa belle-mère qui les avait causés, il donna L'Esprit de divorce (1738), pièce qui eut quelque succès et dans laquelle il mit sa belle-mère sur la scène sous les traits de Mme Orgon. 

## Œuvres
Indépendamment de Childéric et de L'Esprit de divorce, on doit à Morand L'Enlèvement imprévu, comédie non représentée ; Les Muses, sorte d’ambigu dramatique (1738) composé d’un Prologue, de la tragédie de Phanasar, imprimée depuis sous le titre de Menzikof, enfin Agathine, pastorale, et Orphée, ballet-pantomime ; La Vengeance trompée, comédie (1743) ; Mégare, tragédie sifflée au Théâtre-Français en 1748 ; Le Pot de chambre cassé, tragédie pour rire (1749, in-8°). On lui doit encore deux ballets, des Divertissements, sortes de petits opéras de salon en un acte ; des cantates ; des poésies légères ; Justification de la musique française (1754, in-8°), etc. La plupart de ses œuvres ont été réunies sous le litre de Théâtre et Œuvres diverses (Paris, 1751, 3 vol. in-12).